# CSKA Douchanbé
Maillots
Le Futbolny Klub CSKA Douchanbé (en tadjik : футболии Клуби ССКА Душанбе), plus couramment abrégé en CSKA Douchanbé, est un ancien club tadjik de football fondé en 1947 et disparu en 2006, et basé à Douchanbé, la capitale du pays.
C'est le principal club de l'armée au Tadjikistan avec le CSKA-Pamir Douchanbé.

## Histoire
Le CSKA Douchanbé se classe quatrième de la première division en 2005.